# NEOShield 2
NEOShield 2 war ein Forschungs- und Entwicklungs-Projekt im Rahmen des EU-Programms Horizont 2020 und zielte darauf ab, die nötigen Technologien und Konzepte zu entwickeln, um mithilfe von Raumfahrtmissionen potenziell gefährliche erdnahe Asteroiden und Kometen, die sich auf Kollisionskurs mit der Erde befinden, abzulenken. Ferner sollten Technologien entstehen zur präzisen Vermessung solcher Ablenkvorhaben und zur Untersuchungen der Asteroidenoberflächen. Darüber hinaus wurden astronomische Beobachtungen, Modellierung, Simulation und physikalische Charakterisierung von erdnahen Objekten mit dem Ziel durchgeführt, um das Verständnis ihrer physikalischen Eigenschaften zu verbessern. Die Entwicklung einer europäischen Strategie für zukünftige Forschungs- und Missionsfragen in diesem Kontext standen ebenfalls auf dem Programm. Insgesamt bestand das NEOShield-2-Team aus 11 europäischen Partnern unter Koordination von Airbus in Friedrichshafen am Bodensee.
NEOShield 2 war das Nachfolgeprogramm zur EU-Initiative NEOShield und endete im September 2017.